# Oensingen
Oensingen – miejscowość i gmina w północnej Szwajcarii, w kantonie Solura, w jednostce administracyjnej (Amtei) Thal-Gäu, siedziba administracyjna okręgu Gäu.
Gmina została utworzona w 968 roku jako Oingesingin cum ecclesia.

## Demografia
W Oensingen mieszka 6607 osób. W 2022 roku 37,8% populacji gminy stanowiły osoby urodzone poza Szwajcarią.

W 2000 roku 85,4% populacji mówiło w języku niemieckim, 3,6% w języku serbskim, 3,4% w języku albańskim, a 3 osoby w języku romansz